# Jørgen Kosmo
Jørgen Hårek Kosmo (5. december 1947 i Fauske i Nordland - 24. juli 2017) var en norsk politiker tilhørende Arbeiderpartiet som var forsvarsminister (1993-1997) og arbejds- og administrationsminister (2000-2001). Fra 2001 til 2005 var han stortingspræsident. Han var valgt til Stortinget for Vestfold i årene 1985 til 2005. Han var suppleant i perioden 1981 til 1985.
H.M. Kongen tildelte 2. november 2005 Jørgen Kosmo Storkors af St. Olavs Orden. Udnævnelsen blev givet for embedsfortjeneste som stortingspræsident. Kosmo var den første stortingspræsident i nyere tid til at modtage ordenen. I 2005 blev Kosmo udnævnt til storkors af den svenske Nordstjerneordenen.